# Lawrence I. Conrad
Lawrence I. Conrad (* 1949) ist ein britischer Historiker und Orientalist, der sich insbesondere mit der Geschichte der Medizin im Nahen Osten befasst. Er war von 2001 bis 2008 Professor für Islamwissenschaft an der Universität Hamburg.

## Leben
Lawrence I. Conrad promovierte 1981 an der Princeton University zum Ph.D. in Near Eastern Studies (Nahost-Studien), Thema seiner Dissertation war die Pest im frühmittelalterlichen Nahen Osten. Ab 1985 war er als Historiker der arabischen Medizin am Wellcome Institute for the History of Medicine des University College London (UCL) tätig. Er ist Autor zahlreicher Studien zur Geschichte des Nahen Ostens, der arabischen und islamischen Medizin sowie der arabischen, griechischen und syrischen Geschichtsschreibung. 
Von 2001 bis 2008 lehrte er als Professor (C4) für Islamwissenschaft – Geschichte und Kultur des arabischen Raumes in islamischer Zeit – am Asien-Afrika-Institut der Universität Hamburg. In dieser Zeit war er auch Leiter des Arbeitsbereichs für Islamwissenschaft sowie zwischen 2002 und 2006 abwechselnd Direktor bzw. stellvertretender Direktor der Abteilung für Geschichte und Kultur des Vorderen Orients.

## Schriften (Auswahl)
- The plague in the early medieval Near East. University Microfilms International, Ann Arbor 1985, OCLC 613142272 (zugleich Dissertation, Princeton 1981).
- The World of Ibn Ṭufayl. Interdisciplinary Perspectives on Ḥayy ibn Yaqẓān. Leiden / New York / Köln (= Islamic Philosophy, Theology and Science. Texts and Studies. Band 24).
- The Western medical tradition. 800 BC to AD 1800. Cambridge University Press, Cambridge 1995, ISBN 0-521-38135-5.